# 朱莉·西摩
朱莉·西摩（英語：Julie Seymour，1971年3月29日—），新西兰女子篮网球运动员。她曾代表新西兰国家队参加1998年和2002年英联邦运动会篮网球比赛，获得二枚银牌。